# Володимирська Дубина
Володи́мирська дуби́на — ландшафтний заказник загальнодержавного значення в Україні. Розташований у межах Жмеринського району Вінницької області, біля селища Володимирівка, на схід від смт Браїлів. 
Площа 133 га. Створений у 1974 році. Перебуває у віданні Жмеринського держлісгоспу (Гніванське л-во, кв. 32-35). 
Охороняються вікова грабова діброва на схилах долини річки Рів з рідкісними скелястими утвореннями, джерелами прісної води. У деревостані є домішки ясена звичайного, липи, берези, осики, вільхи чорної. Підлісок складається з ліщини, бруслини бородавчастої, свидини. У трав'яному покриві зростають копитняк європейський, зірочник лісовий, медунка темна, костриця велетенська. 
Місцевість пов'язана з життям і діяльністю композитора П. Чайковського, на його честь названа одна з мальовничих скель.

## Детальний опис
За фізико-географічним районуванням України заказник належить до Хмільницького району області Подільського Побужжя Дністоровсько-Дніпровської лісостепової провінції Лісостепової зони.  Описувана територія являє собою заплавні тераси алювіальної акумулятивної рівнини. Для неї характерні лісові і лучно-степові ландшафти річкової заплави.
Клімат помірно континентальний. Для нього характерне тривале, нежарке літо, і порівняно недовга, м'яка зима. Середня температура січня становить -5,5°...-6°С, липня + 19°...+18,5°С. Річна кількість опадів складає 500-525 мм.
За геоботанічним районуванням України заказник належить до Європейської широколистяної області, Подільсько-Бесарабської провінції. Вінницького (Центральноподільського) округу. 
У заказнику охороняється ділянка середньовікового грабово-дубового лісу в долині річки Рів. На плато та схилах переважає асоціація грабово-дубових лісів копитнякових типового складу і будови, яка займає 70 % площі заказника. Місцями трапляються грабово-дубові ліси з розрідженим (10-15 %) травостоєм.
Річка Рів в заказнику має ширину 4-5 м. і глибину 1,5 -2,5 м. В її долині сформувалися вільхові ліси кропивні та гадючникові. 
На крутих схилах долини річки Рів на сірих лісових ґрунтах, підстелених гранітами, сформувалися дубові ліси асоціацій татарськокленово-зірочникових з порушеним травостоєм, в склад яких входять окремі субсередземноморські  види: купина широколиста, шоломник високий тощо. На  схилах  північної експозиції зростають папороті: щитник чоловічий, пухирник ламкий, аспленій волосовидний та інші. 

Незважаючи на певну одноманітність та порушення рослинного покриву заказника, тут зростають види, занесені в Червону книгу України, такі як гніздівка звичайна та коручка чемерниковидна. Цікавими є також окремі ділянки лучних степів з яскравим травостоєм. В склад різнотрав'я входять в'язіль різнокольоровий, дзвоники болонські, дрік германський, свербіжниця польова, віскарія клейка таа інші.

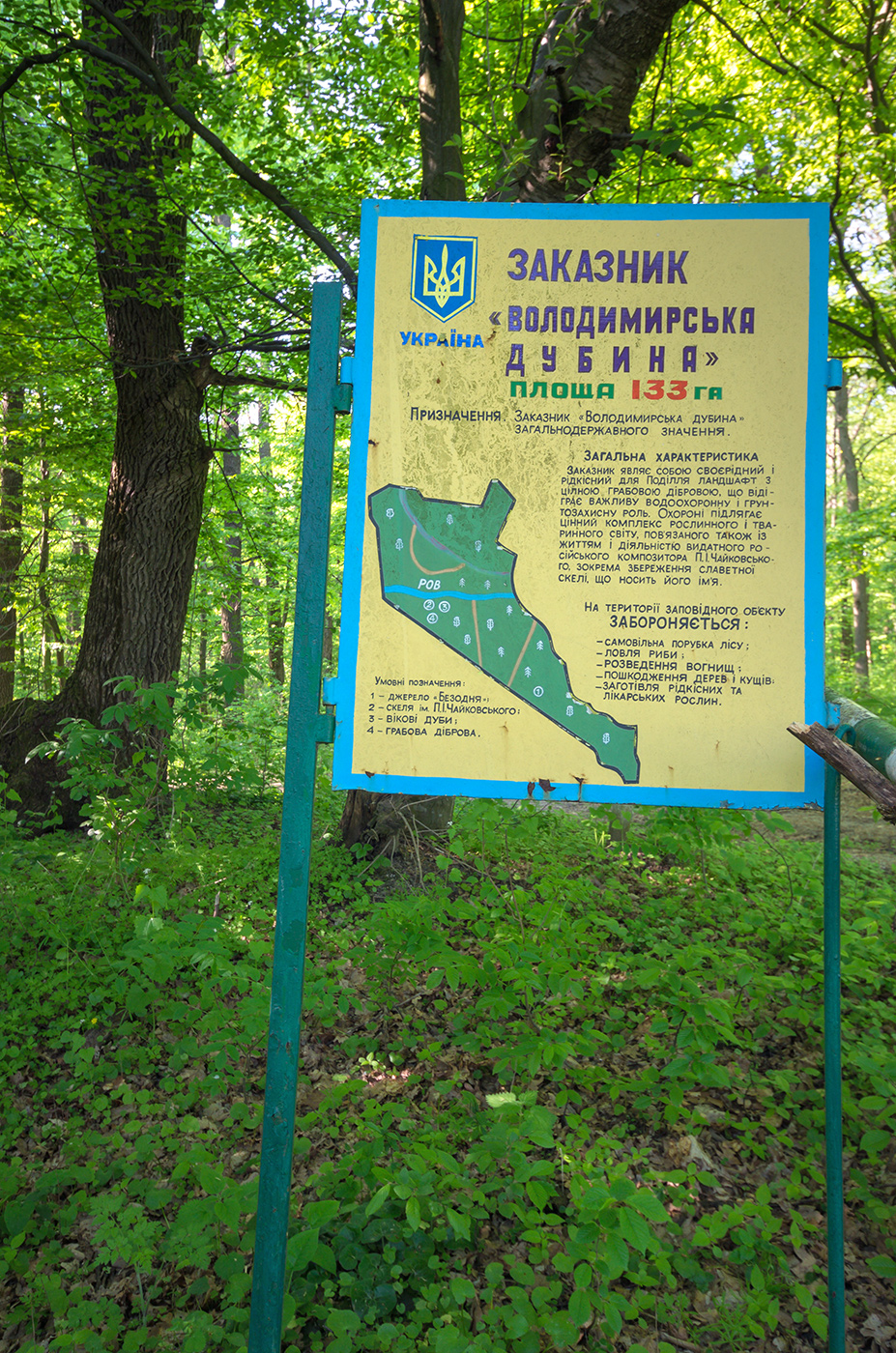
Табличка заказника
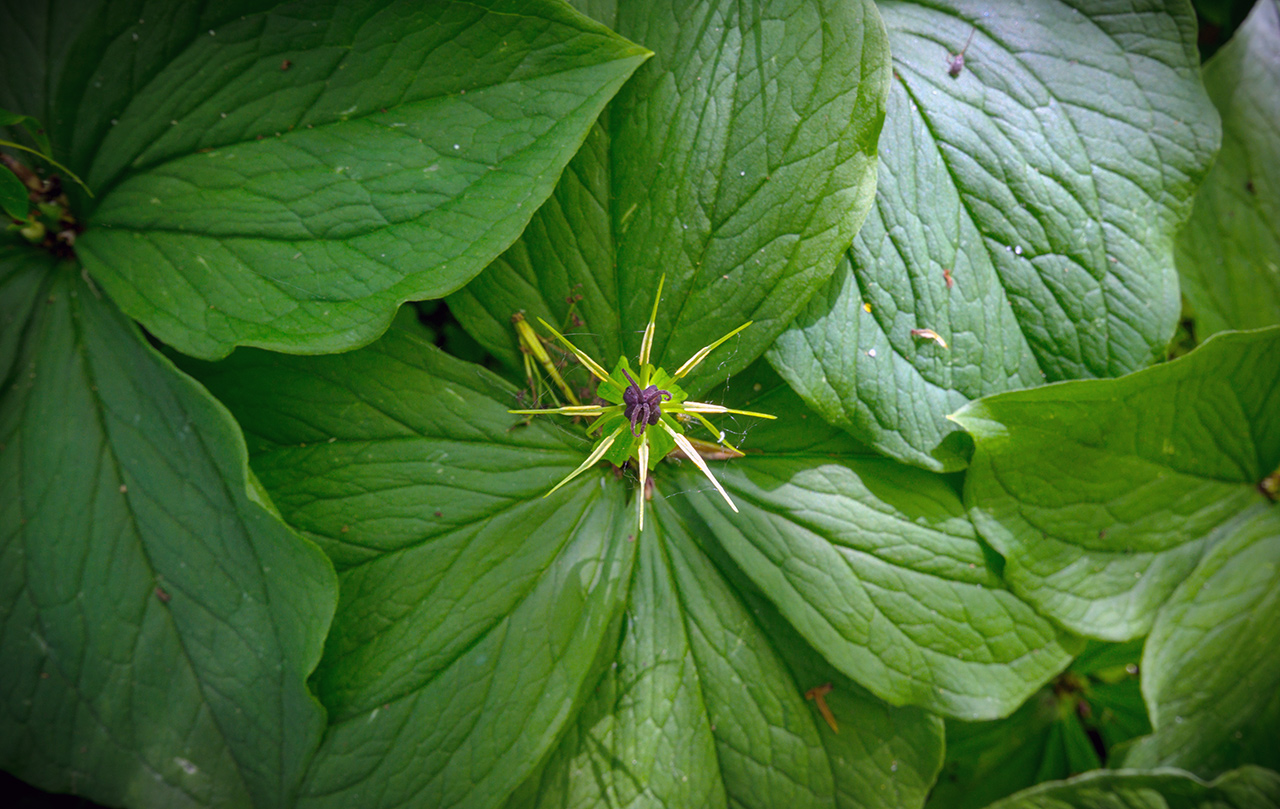
Отруйна рослина вороняче око
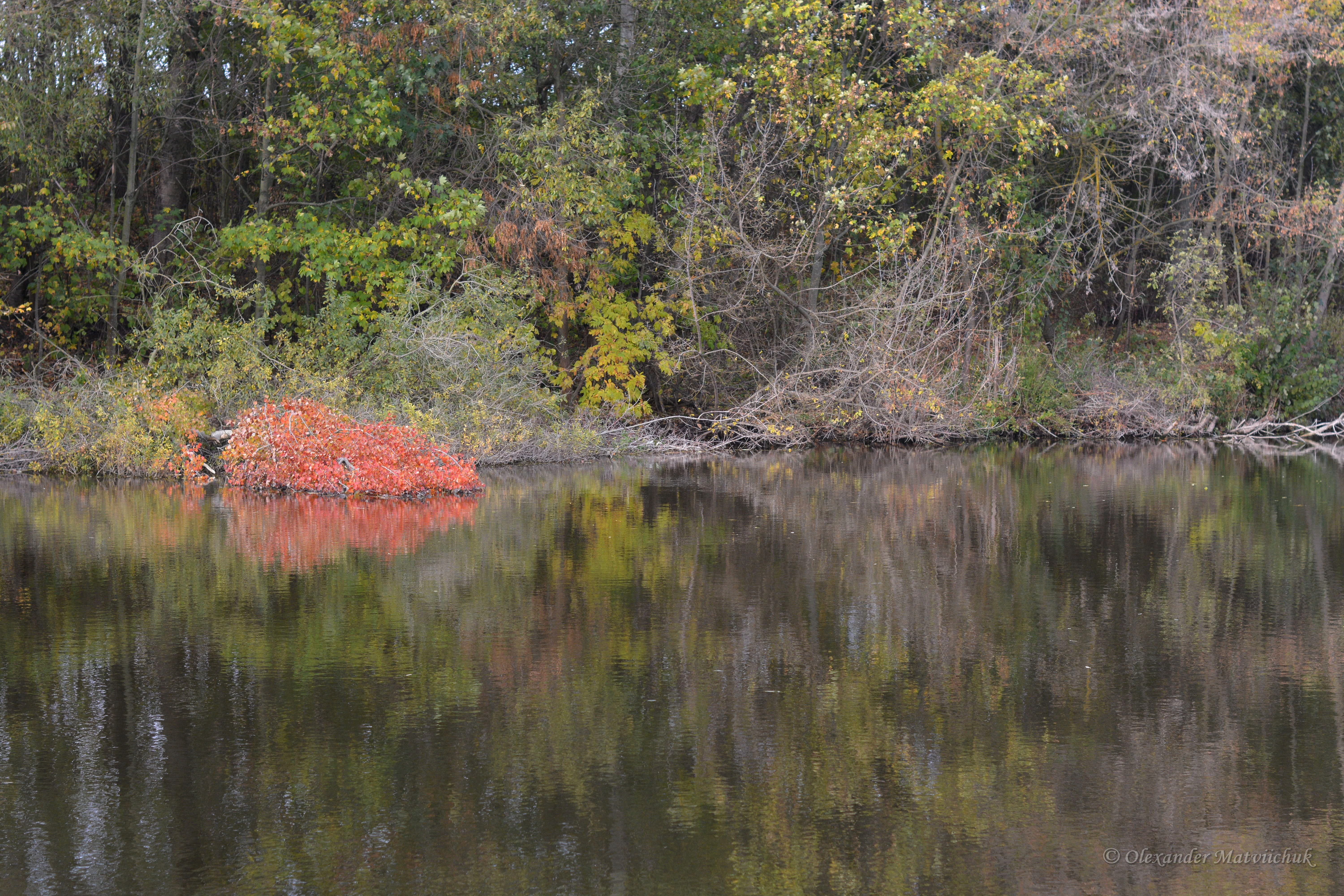
Річка Рів у заказнику
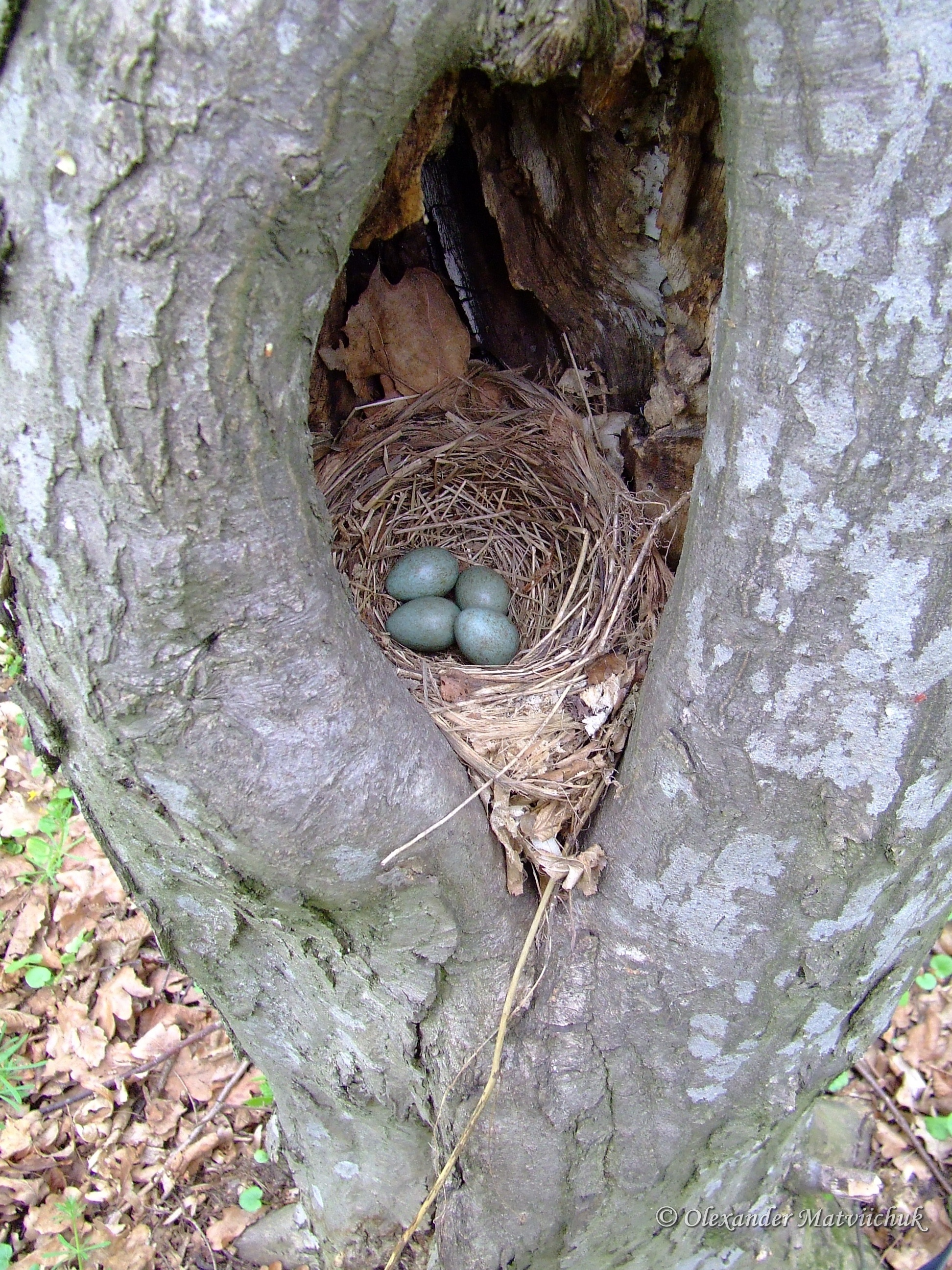
Гніздо співочого дрозда
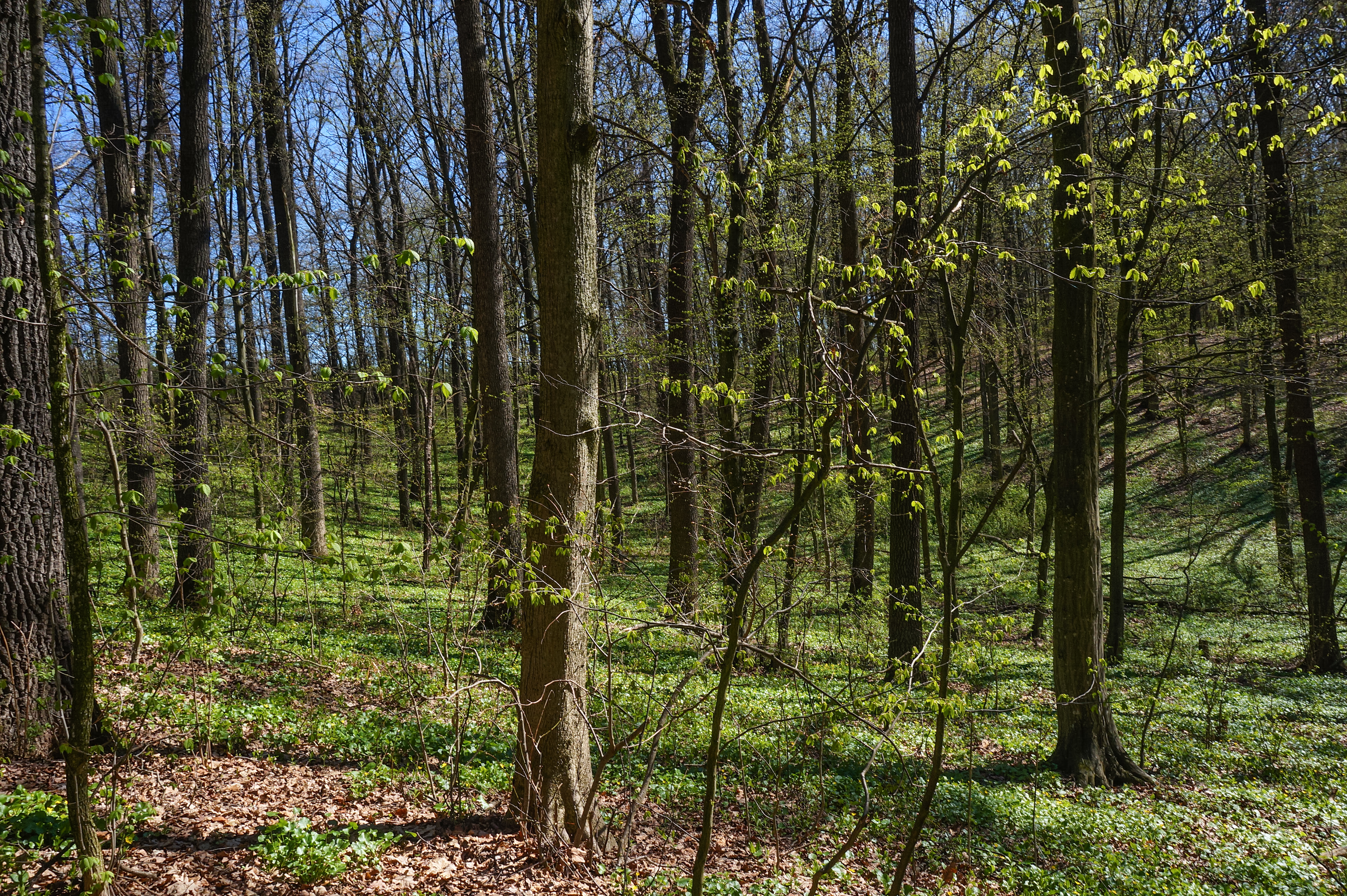
Ліс у заказнику